# Pageos-Moränen
Die Pageos-Moränen sind eine Reihe glazialer Moränen auf der Insel Heard im südlichen Indischen Ozean. Sie reichen von der West Bay bis zum North West Cornice.
Benannt sind sie nach US-amerikanischen Wissenschaftlern, die hier 1969 im Rahmen des PAGEOS-Programms tätig waren.